# Systoechus canus
Systoechus canus är en tvåvingeart som först beskrevs av Macquart 1840.  Systoechus canus ingår i släktet Systoechus och familjen svävflugor. Inga underarter finns listade i Catalogue of Life.